# Buzárovits Gusztáv
Buzárovits Gusztáv (Buzárovich Gusztáv) (Pécs, 1846. február 2. (keresztelés) – Esztergom, 1882. július 3.) nyomdász.

## Életpályája
1876-ban könyvnyomdát és kötészetet, valamint könyv-, papír-és írószer-, és zeneműkereskedést hozott létre Esztergomban a Lőrinc utca 5. házszám alatt, ami Buzárovits Gusztáv Nyomda néven vált ismertté. Ez volt Esztergom város történetének egyik leghíresebb és legsikeresebb nyomdája, ami rengeteget segített Esztergom kulturális és tudományos fejlődésében.
1822-ben Beimel József alapította, 1850-től Horák Egyed vette át tőle, majd 1876-tól Gusztáv lett a vezető. Őt követte felesége, veje és unokája. A családban adták tovább a következő generációnak a vezetését egészen az 1949-es államosításig, amikor annak következtében mind Buzárovits nyomda megszűnt, de állami kézen tovább működött. A városközpont 1970-es években történő átalakítása miatt a nyomda és üzlet épülete lebontásra került. 127 éven keresztül működött, ebből 99 éven át családon belül öröklődött.

## Beimel József esztergomi nyomdája
1820-ban a király Rudnay Sándor erdélyi püspököt nevezte ki esztergomi érsekké. Miután ő lett Magyarország első számú egyházi főméltósága, azt a feladatot kapta, hogy az érseki széket és a káptalant Nagyszombatról minél előbb helyeztesse vissza Esztergomba. Rudnay a feladatot gyorsan megoldotta, az ősi székhelyre való visszatérés megtörtént, ami jelentősen növelte Esztergom tekintélyét.
Az érsekség és káptalan visszahelyezése, valamint az új főszékesegyház építésé, miatt nagymértékű kulturális és tudományos fejlődés következett be, ami megteremtette az ideáli helyzetet egy nyomda megalakulásához mivel a szükségessége jelentősen megnőtt.
Pont jó időben érkezett a komáromi születésű Beimel József a városba és felismerte a helyzet kínálta kiváló lehetőséget, és nyomdát alapított 1822-ben. Az első esztergomi újság az 1828-ban kiadott Uránia című almanach volt, amely Beimel nyomdájában készült. Jó nyomdász volt, aki szép könyveket készített, sikerét bizonyítja, hogy Budán is létesített fióknyomdát, amit szépen fejlesztett, de ez súlyosan az Esztergomi rovására ment.
Kisebb kiadványok mellett sok tekintélyes terjedelmű művet jelentetett meg. Könyveit a főegyházmegye forgalmazta. Az első esztergomi könyvkereskedés megnyitása is Beimel érdeme volt, 1827-ben könyvkötészetet is rendezett be. Kezdetben ez a 3 egymást kiegészítő üzlet nagyon sikeres volt. Az 1838-as esztergomi árvíz komoly károkat okozott a nyomdában. Az esztergomi vállalkozásai fokozatosan hanyatlani kezdtek mivel Beimel a Budai nyomdájára fordította minden gondját.

## Horák Egyed munkássága
1850 januárjától az esztergomi születésű, de külföldi tapasztalatokkal rendelkező, Horák Egyed (Buzárovits Gusztávné Gloger Teréz nagybátya) vette bérbe Beimel esztergomi nyomdáját, aki sok fáradsággal és szakértelmével újra fellendítette a hanyatló üzletet. “Horák Egyed munkája nagy hatással volt a város és környéke szellemi fejlődésére, könyvei bátran felvehették a versenyt az ország bármely nyomdájával.” – írja Kaposi Mária az: Esztergomi nyomdák története c. művében.
Az 1850-es évben a cég átalakításon ment keresztül és Beimel addigi bérlőjét társává nevezte ki, és az új név a: “Horák és társa lett”, ebből is látszik, hogy ki volt a dominánsabb személy. 1863. február 10-én 7205 forintért Horák a Lőrinc utca 5. sz. házat megvette, és saját jól működő nyomdaüzemet valamint könyvkötészetet létesített. Kezdeményezésére, először jelentek meg kisebb magyar kiadványok, melyek népszerűségnek örvendtek. A Bazilika 1856-os felszentelése alkalmával kiadott ünnepi nyomtatványai nem csak az országban, de külföldön is hirdették nyomdáját.
Horák Egyed 27 éves esztergomi munkássága mérföldkőnek tekinthető a helyi kulturális és sajtóélet fejlődésében.
1855-ben felbontotta szerződését Beimellel, aki ezután Sógor Györgynek adta bérbe többi üzletét, (ami még abban az évben megszűnt) majd tovább foglalkozott a Budai nyomdájával, ami a korszerűtlen technikai felszerelések miatt addig csúszott lefelé még be nem kellett zárni.

## Lőrinc utca 5. – a nyomda épületének története

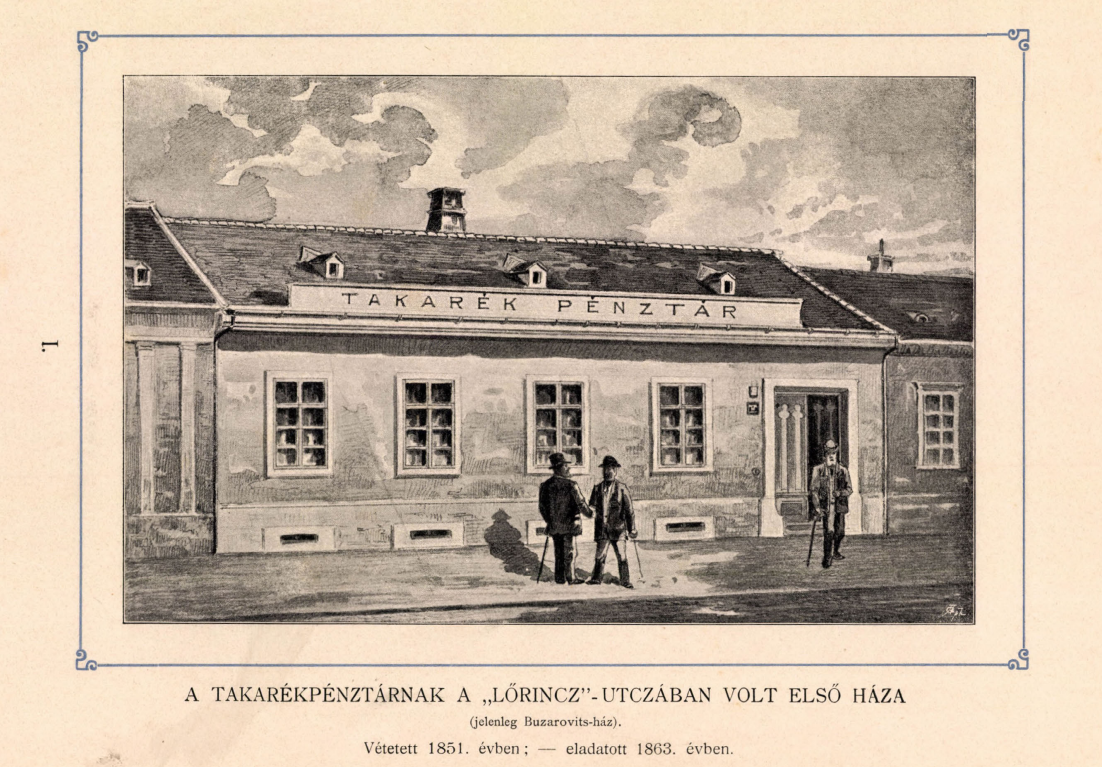
A Takarékpénztár Lőrinc utca 5. házszám alatt lévő székháza

1851. február 9-én a Takarékpénztár 5105 forintért megvette székháznak a Lőrinc utca 5. szám alatt az úgynevezett Szkaliczky-házat. 1863. február 10-én a Takarékpénztár eladta székházát Horák Egyed nyomdásznak 7205 forintért amit később, 1873-ban Buzárovits Gusztávnak bérbe adta a házat Horák Egyed, aki Budapestre költözött és visszavonult. 1876. december 26-án Buzárovits a házba költözött családjával és a ház utcára néző szobáját üzletté alakíttatta át, így létesült egy házban a nyomda és az üzlet. A ház egészen 1889-ig Horák tulajdonában volt, ebben az évben vette meg özv. Buzárovits Gusztávné. 1902-ben az üzlet és a nyomda épületre egy második szintet építtetett Károlyi Emil építészmérnök tervei alapján, és Sinka Ferenc építőmester által. Mindkét világháborúban kifosztották és súlyosan megrongálták az épületet, bombatalálat is érte, de ezeket a károkat kijavították. Az 1970-es évek elején a városközpont átalakításakor a teljes épületegyüttest lebontották.

## Buzárovits Gusztáv élete és munkássága
Édesapja Buzárovitch Ferdinánd kalmár volt (1806 – 1890. április. 3.), aki később Buzárovits Nándorra változtatta nevét. Édesanyja Novir Josefa. Nyolcan voltak testvérek, Gusztávnak 1 fiú- és 6 lánytestvére volt.
Abban az időben a vízivárosi zárdával szemben a Sartori Károly vezetése alatt működő könyv- és papírkereskedésben Buzárovits Gusztáv mint segéd, majd mint üzletvezető volt alkalmazásban. Sartori halála után, 1873. február 2-án Buzárovits vette át az üzletet.
Horák Egyed nyomdatulajdonosnak és feleségének, Gloger Teréznek de nem voltak gyermekeik, így hát örökbe fogadták Gloger Terézt, becenezén: Rizát, a budapesti Gloger József könyvkötő mester idősebb lányát. Amikor Gloger Riza betöltötte a 18. életévét, megismerkedett Buzárovits Gusztával, aki beleszeretett, és megkérte a kezét. Riza 20 éves korában hozzá is ment. Ekkor Buzárovits Gusztáv 30 éves volt. Házasságukból két leány- és egy fiúgyermek született. Első leányuk Margit volt, aki 1876-ban született, 1895-ben, 19 évesen hozzáment Philipp Konrád könyvkereskedőhöz, és két fiuk született: 1896-ban Kornél és 1898-ban József. A második leányuk Auguszta, aki 1878-ban született és 22 éves korában Dr. Ágoston Péter felesége lett, azonban 20 év házasság után nem született gyermekük. (Dr. Ágoston jelentős mennyiségű művét a Buzárovits nyomdában nyomtatták.) A harmadik gyermekük, Jenőke 1881-ben született, de szülei legnagyobb bánatára 1 éves korában elhunyt.
Horák Egyed felesége 1873-ban a nagy kolerajárványban meghalt, ezután újra nősült. Néhány év múlva visszavonult a munkától és Budapestre költözött. A nyomdát és a házat ekkor Gusztávnak és feleségének bérbeadta. 1876. december 26.-án Buzárovits Gusztáv családjával a házba költözött. A vízivárosi könyv- és papírkereskedést a Lőrinc utcai házba helyezték át, és az utcára néző szobát üzletté alakították. 1878-ban Buzárovits Gusztávhoz tulajdonába került a cég, aki nagyszerű kiadványaival országos hírűvé fejlesztette az üzletet. Gusztáv művészlelkű, és nagyon szociális gondolkodású ember volt, akit joggal mondtak a város egyik legfelvilágosultabb emberének. Emellett a szakma megszállottja volt és kortársai jeles művelőjének is tartották.
Mint egyházmegyei nyomda, főleg egyházi, hittudományi, egyházszónoklati és szertartási kiadásával vált ismertté. A városi fejlesztések, mint például a bővülő iskolahálózat és az egyház által épített leánynevelő zárda sok munkát biztosított. Elemi iskolai tankönyvkiadványai az 1930-as évekig az egész országban a legkedveltebb tankönyvek közé tartoztak.1881-ben gyors fejlődésnek indult a nyomda, új betűkészletet vásárolt Lipcséből, valamint a kötészetet is bővítette a Krause cégtől rendelt gépekkel.
Gusztáv, mint rendkívül vállalkozó s magasabb ambícióktól vezéreltetett könyvkereskedő, mindjárt nyomdászi működésének kezdetén (1877. január 1. óta) teljes erejével a könyvkiadásra vetette magát. 1877-ben hét, 1878-ban nyolc kisebb-nagyobb magyar kiadvánnyal ajándékozta meg a katolikus teológiai irodalmat. A következő két évben sem lankadt kiadói buzgalma. 1879-ben nyomtatta egyik legkelendőbb kiadványát, a Győrffy Iván helybeli jóhírű főtanító szerkesztette „népiskolai képes tankönyv"-ciklusát, mely a magyar nyelven kívül német és tót kiadásokban is megjelent. A ciklus a Buzárovits-cég egyik legkelendőbb, egymilliónál több példányban közkézen forgó kiadványát képezte. Buzárovits Gusztáv vállalkozó szelleméről tanúskodik egy másik kiadói vállalkozása, az 1880-ban megindított „mulattató zsebkönyvtár," melyet a Reclam-féle „Universal-Bibliothek" mintájára létesített, azonban1882-ben bekövetkezett korai haláláig csak 20 szám jelenhetett meg. Utóda alatt további 32 könyv jelent meg a sorozatban.
Buzárovits kiváló szolgálatokat tett a város szellemi élete előmozdításának s neve szorosan fűződik az esztergomi sajtó történetéhez. Ebben az időben rengeteg felvilágosult gondolkodó és tudós ember fordult meg a városban. Pezsgett a tudományos, valamint a kulturális élet és a különböző tudósok nagy számban jelentették meg műveiket.
A dolgozók kérdését illetően meg kell említeni, hogy Dr. Balogh Albin szóbeli elmondása alapján ebben az időben 12 fő alkalmazott volt a cégnél, de ekkor még Buzárovits Gusztáv feleségével és lányaival is dolgozott a többi alkalmazottal. 1890 és 1900 körül 18 fő volt a nyomda dolgozóinak száma, akik napi 12 órát dolgoztak, szombaton csak délelőtt volt munka, takarítás és rendrakás. Érdekes információ, hogy azok, akik hétfőn reggel már bementek dolgozni, dupla bért kaptak aznapra. Tehát jutalmazták azokat, akik hétfőnként voltak annyira józanok, hogy tudtak dolgozni.
Buzárovits korai halála, ami 1882. július 3-án következett be 36-éves korában, derékba törte a nagyfokú fejlődést, ami kezdetét vette, utána fiatal megözvegyült felesége vette át az üzletet, aki méltó utódja lett férjének. Buzárovits Gusztávval az esztergomi nyomdászat és könyvkereskedelem egy épp oly zseniális, mint rendkívül tevékeny tagját vesztette el.

### Özv. Buzárovits Gusztávné

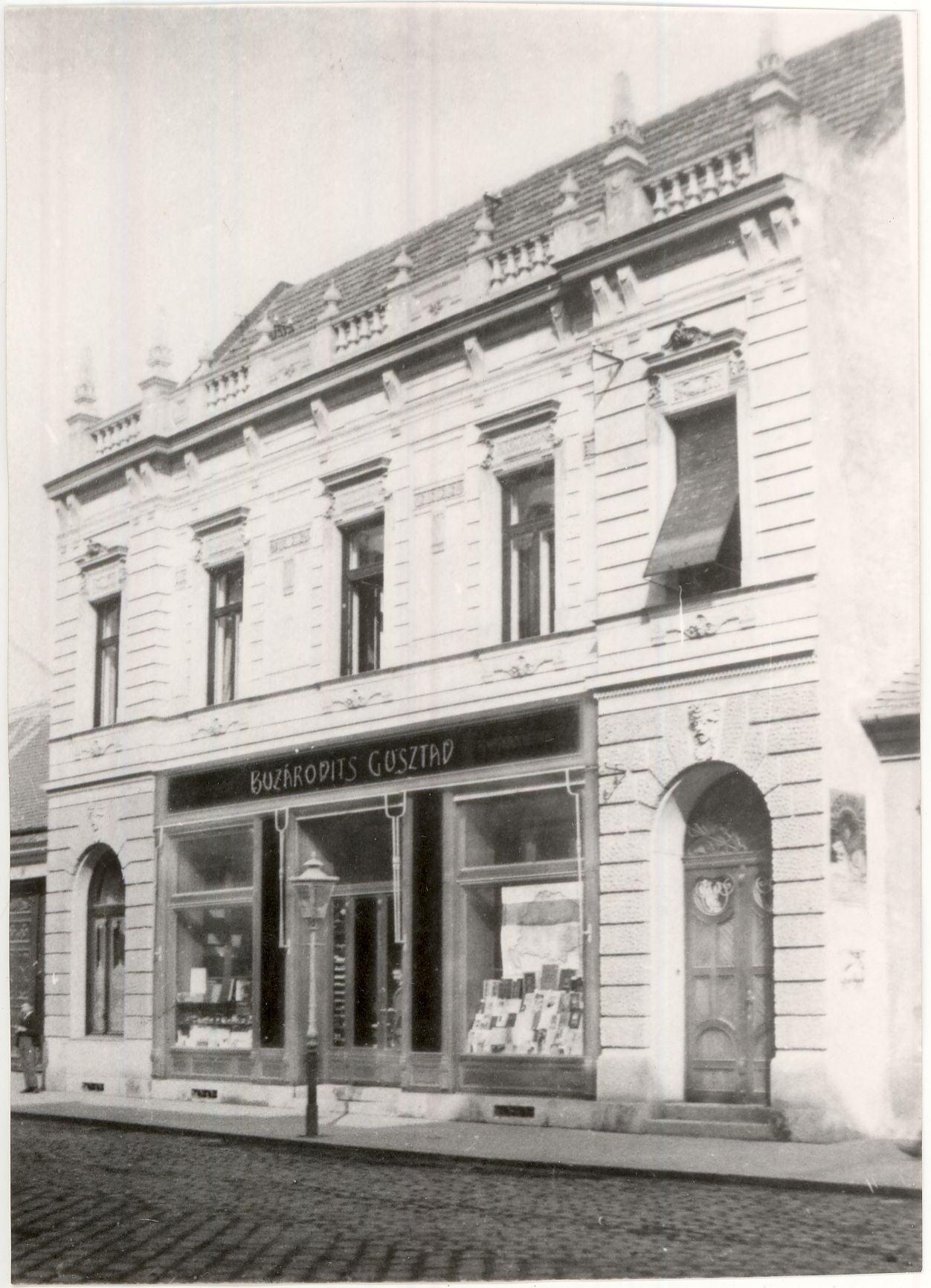
Buzárovits könyvesbolt az 1902-es kibővíttés után

Gusztáv halálával nem torpant meg a termelés és a nyomda élete, özvegye mindkét üzletágat tovább folytatja s a vállalkozás a nem kevésbé derék és szakavatott úrnő vezetése alatt folyton szép virágzásnak örvendett. Férje szellemében erős kézzel, erős akarattal vezette a céget mind technikailag, mind művészetileg. Ezt bizonyítja az a tény, hogy 24 éven át volt a cég élén, és idő alatt nem hogy romlott, hanem nőtt az üzlet sikere és hírneve. Nemcsak kifizette az összes tartozást, de 1889-ben megvásárolta a házat Horákéktól, és az épületre is emeletet építtetett, Károlyi Emil építesz mérnök tervei alapján, Sinka Ferenc építőmester által.
Könyveket, folyóiratokat, újságokat, pamfleteket, brosúrákat, nyomtatványokat, plakátokat tucatjával adták ki, valamint értesítők, jelentések és apró nyomtatványok tömege hagyta el a nyomdát. Nagyobb munkák kiadásában is jeleskedtek. Tudományos és teológiai témában kiadott műveik az összes vidéki nagyváros kiadványai között kitűntek, és messze túlszárnyalta azokat.
Özv. Buzárovits Gusztávné 1896-ban és 1902-ben díszoklevelet, 1926-ban aranyérmet és díszoklevelet kapott kiváló munkájáért. Abban az időben ez volt a megye legnagyobb könyvkereskedése. Egészen 1907-ben bekövetkezett haláláig vezette a céget, őt követte veje, Philipp Konrád.

### Philipp Konrád

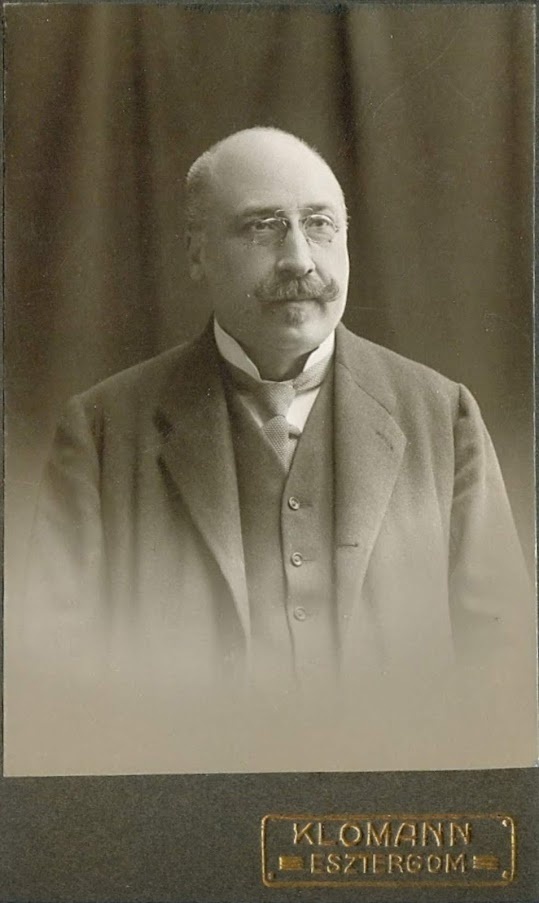
Philipp Konrád

1864. november 26-án született Nyírbogdányban. 1871-től 1875-ig elemi iskolai tanulmányait végezte Egerben. 1876-1879-ig négy gimnáziumot végzett Egerben, a Ciszterci rendi főgimnáziumban. 1880. június 1-én, 16 éves korában a könyv- és papírkereskedői szakmát választotta. A Szolcsányi féle könyv- és papírkereskedésben 3 évig mint tanuló, 2 évig mint segéd dolgozott. 1885. december 15-én kilépett a Szolcsányi üzletből és végleg elhagyta Egert. 1885-ben a győri Henicke, utána a székesfehérvári Klöknek könyvkereskedésben, aztán 1887-1888-ban a kolozsvári Léhmann és Baldi cégnél dolgozott. 1889. január 15-én az Esztergomi Buzárovits céghez lépett be. 1890. május 1-én a Singer és Wolfner budapesti céghez akceptált.1891. október 1-én a budapesti Ráth Mór könyvkiadó cégnél volt alkalmazva 4 évig.1893. december 24-én eljegyezte Buzárovits Margitot, a néhai Buzárovits Gusztáv lányát. 1894-ben visszatért a Buzárovits céghez mint völegény és csendestárs. 1895. július 8-án volt az esküvőjük Margittal. 1896. március 20-án született első gyermekük, Kornél, 1898. március 28-án pedig József fiuk.
A cég megtartotta régi nevét és tovább működött nem kevés sikerrel. Tömegével ontotta a különböző folyóiratokat, újságokat, könyveket, az apró reklám és üzleti nyomtatványokat, megelőzve a legnagyobb vidéki nyomdákat. A géppark is felfrissült, a hatalmas könyv, papír-és írószer bolt is kibővült. Philipp már akkor érezte a későbbi idők szelét, különféle elszámolási és ügyviteli nyomtatványokat gyártott raktárra, amelyeket gondosan raktározott. Így a termelői haszon és kiskereskedelmi árrés is a cégé maradt.
A 20. század tízes éveiben a kultúra megtorpanása volt észrevehető a városban. A tudományos munkásság lanyhult, művelői részben elhagyták a várost, részben elhunytak. A nagy jelentőségű tudományos tevékenységet a szórakozás váltotta fel. Szaporodtak a különböző dalos, színjátszó és lövész csoportok, de ezek roppant csekély kultúrát nyújtottak.
Az első világháború kitörésének idejére jóformán teljesen megállt a könyvkiadás, és a tudományokkal foglalkozó társaságok feloszlottak. Az egész háború alatt munkaerőhiánnyal küszködött a cég, de nem állt le a termelés. Egy 1917-es adatgyűjtésből kiderült hogy még 4-5 betűszedő és 2 könyvkötő munkásra lett volna szükség ahhoz, hogy a termelés visszaálljon a normális, háború előtti kerékvágásba.
1924-ig jóformán a nyomdák csak apró nyomtatványokat készítettek, a szellemi élet teljesen megbénult. A nyomda többé már nem találta meg önmagát, nem történt semmi fejlesztés. A háborús rongálások nagyon rossz hatást váltottak ki, a korszerűtlen gépek miatt szinte már csak plakátokat nyomtattak.
1945-ben is az üzletben lehetett látni Konrádot, tevékenyen dolgozni. Már előrehaladott korában, 81 évesen is legtöbb idejét és gondját az üzletre fordította. Ebben az időben már nemigen beszélt sokat, a kezei remegtek és már csak lassan, csoszogva tudott menni, de továbbra is nagy figyelemmel volt jelen az üzletben. A levelezéssel 1953-ben bekövetkezett haláláig foglalkozott, gyönyörű írásánál nyomtatni se lehetett szebbet.

### Philipp József

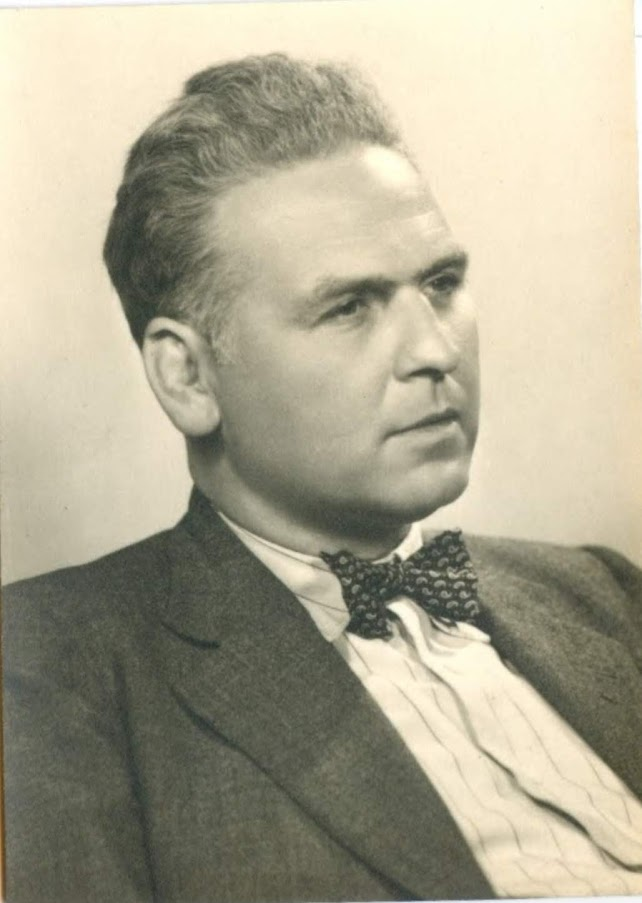
Philipp József

Konrádot fia, Philipp József követte, akivel még jó ideig együtt dolgozott, és segítette őt. József 1920-ban vette át a vezetést. 1898. március 28-án született Esztergomban. Jó üzleti érzékkel rendelkezett, elemi iskolai és gimnáziumi tanulmányait Esztergomban végezte. 1915-től 1916-ig a Pozsonyi Felső Kereskedelmi Iskola tanulója volt, ahol kereskedelmi érettségit szerzett.
1916-ban katonai szolgálatra kellett bevonulnia, ebben az évben elvégezte a tartalékos tiszti iskolát. Az I. huszárezred I. osztályában szolgált, állománya Budapesten állomásozott. 1917. március 12-től frontszolgálaton volt 19 hónapon keresztül 1918. augusztus 1-ig a román fronton.
1918. augusztusában beiratkozott a Bécsi Exportakadémia kereskedelmi fakultás egyéves tagozatára. Ausztriában volt segédként alkalmazva nyomdákban, hogy tapasztalatszerzés mellett nyelvtudását is fejlessze. Gyakornokként dolgozott a bécsi Ignaz Fuchs, majd a Mendl & Löwy papír- és írószer vállalatnál és a Gebrüder Königstein Kartonárú Gyárban. Ezután nyomdásztanulóként tevékenykedett a bécsi Puxbaum Nyomdában.
Nem sajnálta a pénzt a fejlesztésekre. Intelligens, kimondottan imponáló, dolgozóival szigorú és következetes ember volt. Tagja volt a Nyomdaipari Főnökegyesületnek, minden esetben betartotta a Nyomdász szakszervezet kollektív szerződését.
A Buzárovits cég sosem minimumot, hanem általában közepes bért adott alkalmazottainak. A kiemelt képességű tehetséges dolgozóknak viszont a maximumot nyújtotta a fizetést tekintve. Ebben az időben még heti bérezés volt, karácsonyi ünnepekor dupla fizetés járt. A reggeli munkakezdés nem volt túl korai, az ebédszünetre 2 órakor került sor és hosszú pihenő után kezdődött a délutáni műszak. Az itt dolgozó szakemberek közül ki kell emelni Zachar Gyula betűszedőt, aki nagy tudású és művelt ember volt. Kívülről tudta az idegen szavak szótárát, lexikális tudással rendelkezett, latin nyelvet szabadon fordította. Sokan fordultak hozzá tanácsért, információért és ő mindent legjobb tudása szerint adott tovább a fiatalabb generációnak. Ezek mellett jószívű ember volt, szerette munkáját és munkatársait egyaránt. Gimnáziumi éveiben agyhártyagyulladást kapott és elvesztette hallását ezért nem diplomázhatott. Szeretett gyorsan dolgozni és kimagaslóan értett munkájához.
Óriási megrendelői bázis volt az egyház, és továbbra is nagy bizalommal fordult a céghez. Dr. Gróth Gyula egyetemi tanár sorozatosan itt nyomtatta szerves és szervetlen kémia tankönyveit, megannyi tanulmányait, és itt készült a Kémiai Lapok, amely országos folyóirat volt.
Nem csak jó, de előrelátó vezető is volt József, 1925-ben létrehozta a cég fióknyomdáját, ami Dorogon működött 1945-ig. Azzal a céllal létesült, hogy a közeli bányából érkező megrendeléseket ott helyben el tudják készíteni, ezáltal kizárva a konkurenciát. Főleg plakátokat, utasításokat, balesetvédelmi felhívásokat és évvégi jelentéseket nyomtattak, valamint a lakosság felmerülő igényeit is ki tudták elégíteni. Munkás lap kiadását készítette elő, amit az akkori bánya vezetősége nem engedélyezett.
1944. júliusában katonai szolgálatra hívták be az erődítési parancsnoksághoz, mint tartalékos hadnagyot. Bevonulása előtt a dorogi nyomdát bérbe adta Pötös Jánosnak.
1945. márciusában Szentgotthárdnál a bevonuló orosz csapatok katonai egyenruhában találtak rá ezért letartóztatták és elhurcolták hadifogolyként Oroszországba. Ezalatt az idő alatt több súlyos betegségen is keresztülment, két és fél évig feküdt kórházban, amíg 1948. augusztusában, három és fél év fogság után 50%-os hadirokkantként hazakerült.
Távolléte alatt a nyomdát és az üzletet teljesen kifosztották, a helységet és a berendezést összetörték. A nyomda épületét bombatalálat érte. Mindezt a veszteséget felesége, Kiss Mária, rendbe hozta míg férje fogságban volt. Az üzletet fokozatosan felszerelte áruval. A cég vezetése mellett két lánya neveléséről és 87 éves apósa ellátásáról is kellett gondoskodnia, ezért a nyomdát bérbe adta volt munkásainak férje hazatértéig, akik a munkalehetőségek hiánya miatt a bért fizetni nem tudták, mert annyi keresetük sem volt ami a munkabérüket fedezni tudná.

## Az államosítás és következményei
Esztergom második legnagyobb és leghíresebb nyomdája, az 1881-es alapítású Laiszky valamint a Gerenday József által 1893-ban létrehozott Hunnia nyomda is egybeolvadt a Buzárovits nyomdával 1949-ben az államosítás következtében. 1945-ben Esztergom összes nyomdáját– egy máig érthetetlen rendelkezéssel – megszüntették, ezután az egykori Buzárovits Könyvnyomda maradt az egyetlen a városban, amely 1949 után az Észak-Dunántúli Nyomdaipari Egyesület esztergomi telepeként működött tovább.
A volt Buzárovits Gusztáv cég mint "vállalat" államosítása a Könnyűipari Minisztérium 16.172/Eln.-1949. számú értesítése alapján történt, 1949. december 30-án. Államosításra került a nyomda és a könyvkereskedés. A Könyvterjesztő N. V. az üzletet 1950. január 17-én vette át.
Az 1960-as években a Komárom Megyei Nyomdavállalat II. számú fiókjaként, Esztergomi Nyomda néven üzemelt a Lőrinc utca 5.-ben (akkor Mártírok útja).
A nyomda az áldatlan helyzet ellenére igen jól működött, a beinduló művészi élet egyre több munkát adott a nyomdának, szebbnél szebb katalógusok kerültek ki az üzemből. A megye összes filmszínházának műsora itt készült. Megyei nyomdaként több telepből állt és az adatok szerint az esztergomi volt a legsikeresebb mind közül.
Az 1970-es évek elején a városközpont átalakításakor a nyomda épülete lebontásra került, a mai Erzsébet királyné utcába költöztették át, és felvette a Kontakta nevet. 1982 áprilisban átadták a budapesti Kontakta Alkatrészgyárnak, amely technikai fejlesztésekkel a magasnyomásos mellett az ofszettechnológiát is bevezette. A rendszerváltás éveiben ez a nyomda is megszűnt.

## A nyomdában készült folyóiratok
- Magyar Sión – egyháztörténeti havi folyóirat – 1863-1869-ig
- Új magyar Sión – egyházirodalmi havi folyóirat – 1873-1886-ig itt jelent meg
- Esztergom-hetilap- Horák Egyed kiadó indított 1874-ben, 1876-ban Buzárovits Gusztáv vette át, 1879 után összeolvadt az:
- Esztergomi Népújság(-gal) – egy hónapos fennállás után
- Új Esztergom címen jelent meg 1880 – második évfolyamában megszűnt. Buzárovits Gusztávnál nyomtatták.
- Irodalmi értesítő-havi folyóirat – 1875–1877 között jelent meg, két évfolyamot töltött be. Horák Egyednél nyomtatták.
- Isten igéje – havi folyóirat egyházi beszédekkel – 1876-1905
- Mulattató zsebkönyvtár- szép- irodalmi füzetes kiadványt – az 1880-as évek elején közel harminc alkalommal jelent meg 1901-ig. Összesen 53 füzet jelent meg.
- Esztergomi újság – vegyestartalmú hetilap 1863-tól 1865-ig. Horák Egyed nyomdájában készült
- Esztergomi Közlöny – 1867-1868 – Horák Egyednél jelent meg
- Esztergomi Közlöny – 1879-1903. 1902-től a vármegye hivatalos lapja volt, majd megszűnt hogy átvegye helyét:
- Esztergom vármegye hivatalos lapja – heti egy alkalom – 1903
- Szabad Esztergom – hetilap – 1945-ben az addigra már a Buzárovits céghez tartozó Hunnia nyomdában látott napvilágot. 1946-tól a Buzárovits nyomdában készül 1948-ig ezután a Komárom megyei Dolgozók Lapja címen jelent meg.
- MOVERO Esztergom Sportrepülő Egyesület Közlönye – 1936